# 197 Arete
A 197 Arete a Naprendszer kisbolygóövében található aszteroida. Johann Palisa fedezte fel 1879. május 21-én.